# Stephen A. Schwarzman
Stephen Allen Schwarzman (Filadélfia, 14 de fevereiro de 1947) é um empreendedor, investidor e filantropo bilionário norte-americano. Com uma fortuna de US$ 19 bilhões até outubro de 2020, ele é a 64ª pessoa mais rica do mundo.